# 德温厄洛
德温厄洛（荷蘭語：Dwingeloo，荷蘭語發音：[ˈdʋɪŋəloː]）是荷兰东北部德伦特省韦斯特费尔德的一个村庄。因德温厄洛射电望远镜而知名。